# Paralimnophila flavipes
Paralimnophila flavipes là một loài ruồi trong họ Limoniidae. Chúng phân bố ở miền Australasia.